# あけぼのグラウンド
あけぼのグラウンドは、愛媛県南宇和郡愛南町にある町営の運動施設である。球技場・テニスコートがある。

## 概要
1986年（昭和61年）に「愛南町農村運動広場『あけぼのグラウンド』」として開場し、愛南町地域コミュニティ施設の設置及び管理に関する条例（平成22年愛南町条例第7号）の制定に合わせて「愛南町あけぼのグラウンド」に名称が変更された。
2015年度に改修工事を実施。球技場にJFA公認ロングパイル人工芝が敷設され、管理棟も設置された。整備に当たっては日本スポーツ振興センターからの助成金を受けて実施している。
2017年（平成29年）10月に開催される第72回国民体育大会（愛顔つなぐえひめ国体）ではサッカー（女子）の会場となった。リハーサル大会となる第52回全国社会人サッカー選手権大会でも使用された。
隣接して町営の温泉宿泊施設「一本松温泉あけぼの荘」がある。
南海トラフ巨大地震時にヘリコプターの緊急離発着場とすることが想定されている。

## 主な施設
- テニスコート3面
- ソフトボール2面
- サッカー1面
- 駐車場 - 乗用車30台

## 交通
- 土佐くろしお鉄道 宿毛駅より宇和島自動車バス・宇和島駅前行で約16分「一本松温泉前」下車
- JR四国 宇和島駅より宇和島自動車バス・宿毛営業所行で約1時間37分「一本松温泉前」下車